# Schloss La Brède

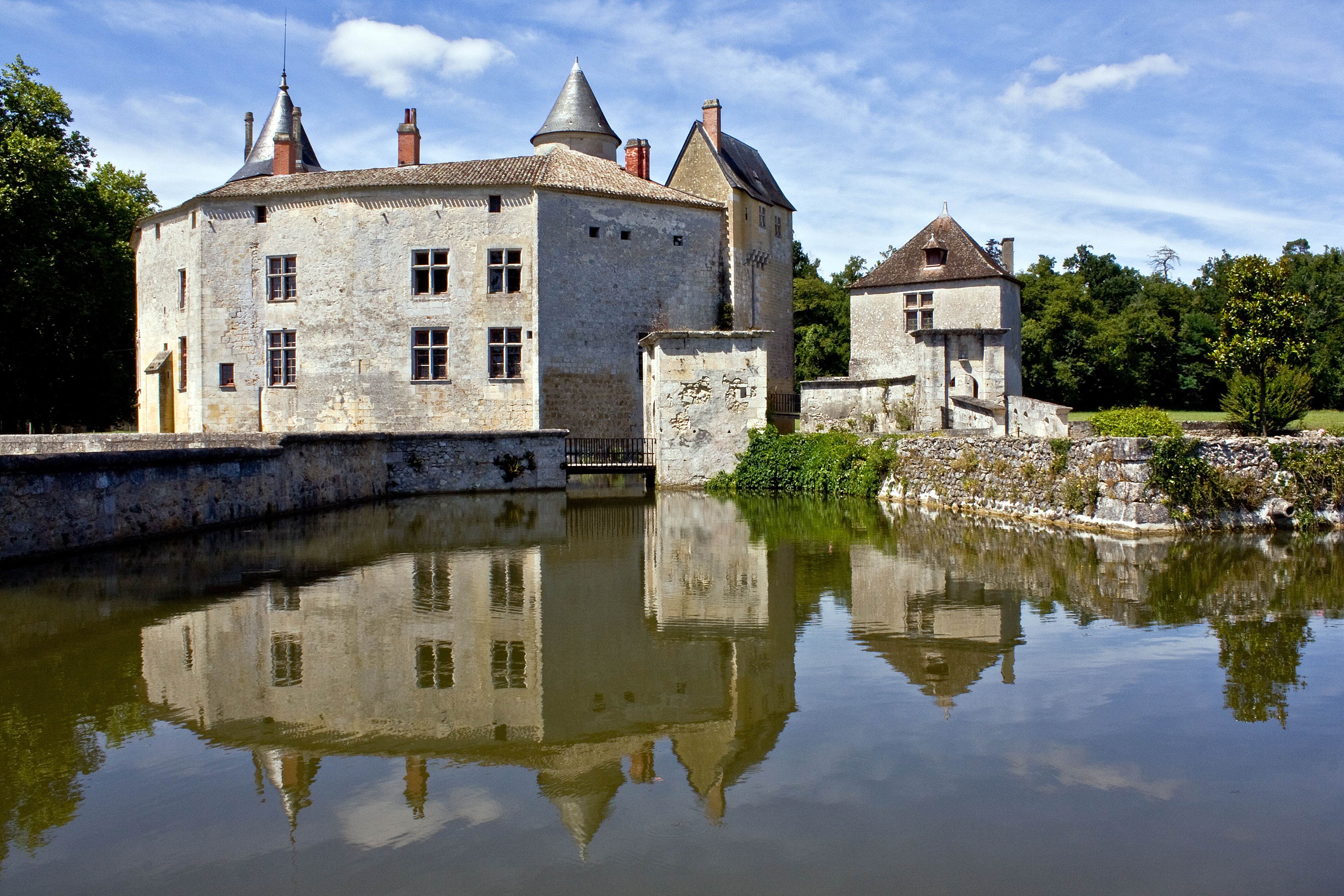
Das Schloss La Brède von Süden

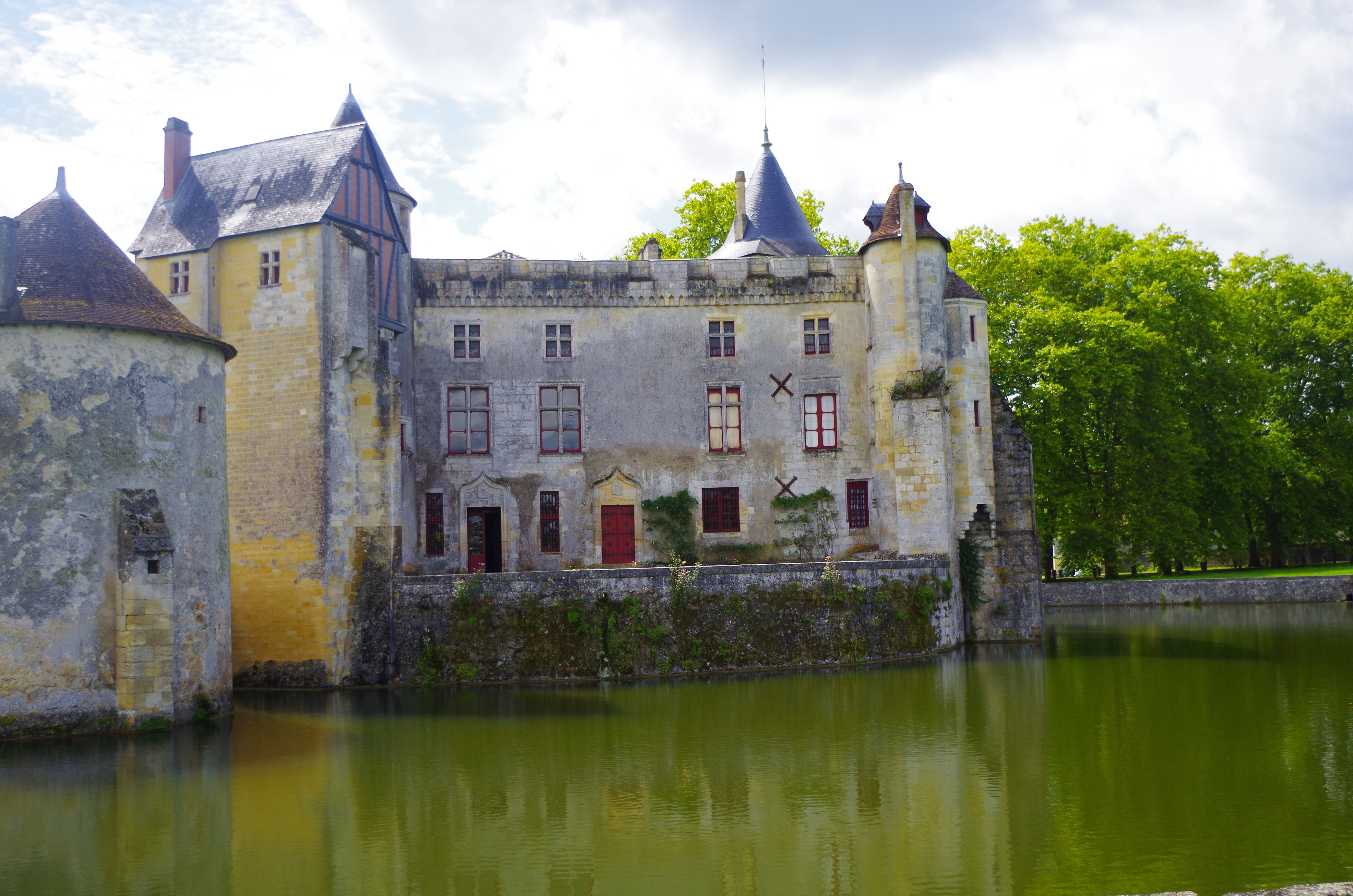
Das Schloss von Nordosten

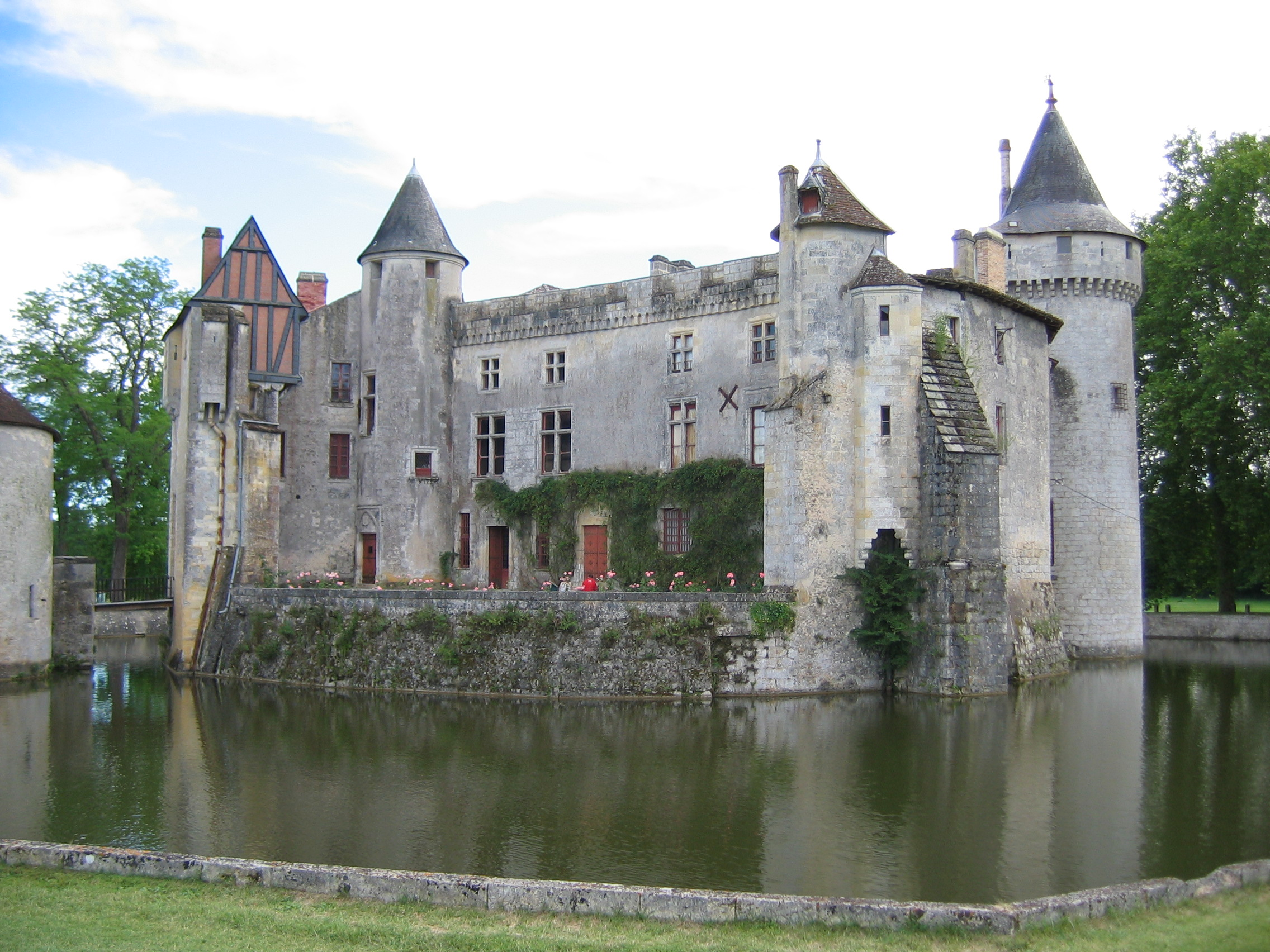
Château de La Brède, Vorderseite

Das Schloss La Brède (französisch Château de La Brède) steht etwa einen Kilometer westlich des Ortes La Brède und 15 km südlich der Stadt Bordeaux im französischen Département Gironde. Im Schloss wurde der bekannte Richter und Rechtsphilosoph Montesquieu (vollständiger Name und Titel: Charles Louis de Secondat, baron de La Brède et de Montesquieu) geboren, der dort lebte und die meisten seiner Arbeiten schrieb. Das gesamte Areal steht seit dem 7. Mai 2008 unter Denkmalschutz.
Das im 13. Jahrhundert erbaute gotische Schloss ist von einem Wassergraben sowie einem Englischen Landschaftspark umgeben und liegt inmitten von Weinbergen des Bordeaux. Es repräsentiert die Merkmale des Feudalismus, und dieser Stil blieb trotz mehrerer Umbauten in den folgenden Jahrhunderten erhalten.
Die letzte Erbin der Familie, die Comtesse Jacqueline de Chabannes (1912–2004), übertrug ihren Besitz und damit auch das Schloss auf eine nach ihr benannte Stiftung, die „Fondation Jacqueline de Chabannes“.
Das Schloss kann von Ostern bis Mitte November besichtigt werden. Besonders sehenswert sind die Bibliothek Montesquieus und sein Schlafzimmer, beide im Zustand des 18. Jahrhunderts.
Den Namen „Château de La Brède“ trägt auch ein Cru der Weinbauregion Graves.